# Réserve naturelle intégrale de Betampona
La réserve naturelle intégrale de Betampona est une aire protégée de Madagascar située dans la région Antsinanana  à 45Km Nord-Ouest de Toamasina.Elle est créé le 30 Décembre 1927, avec une superficie de 2 228 hectare

## Climat
Le climat est tropicale humide avec une température annuelle moyenne de 24,2 °C.

## Faune
La réserve abrite 11 espèces de primate dont   deux espèces de lémuriens, le vari noir et blanc et le lémur à front blanc. 

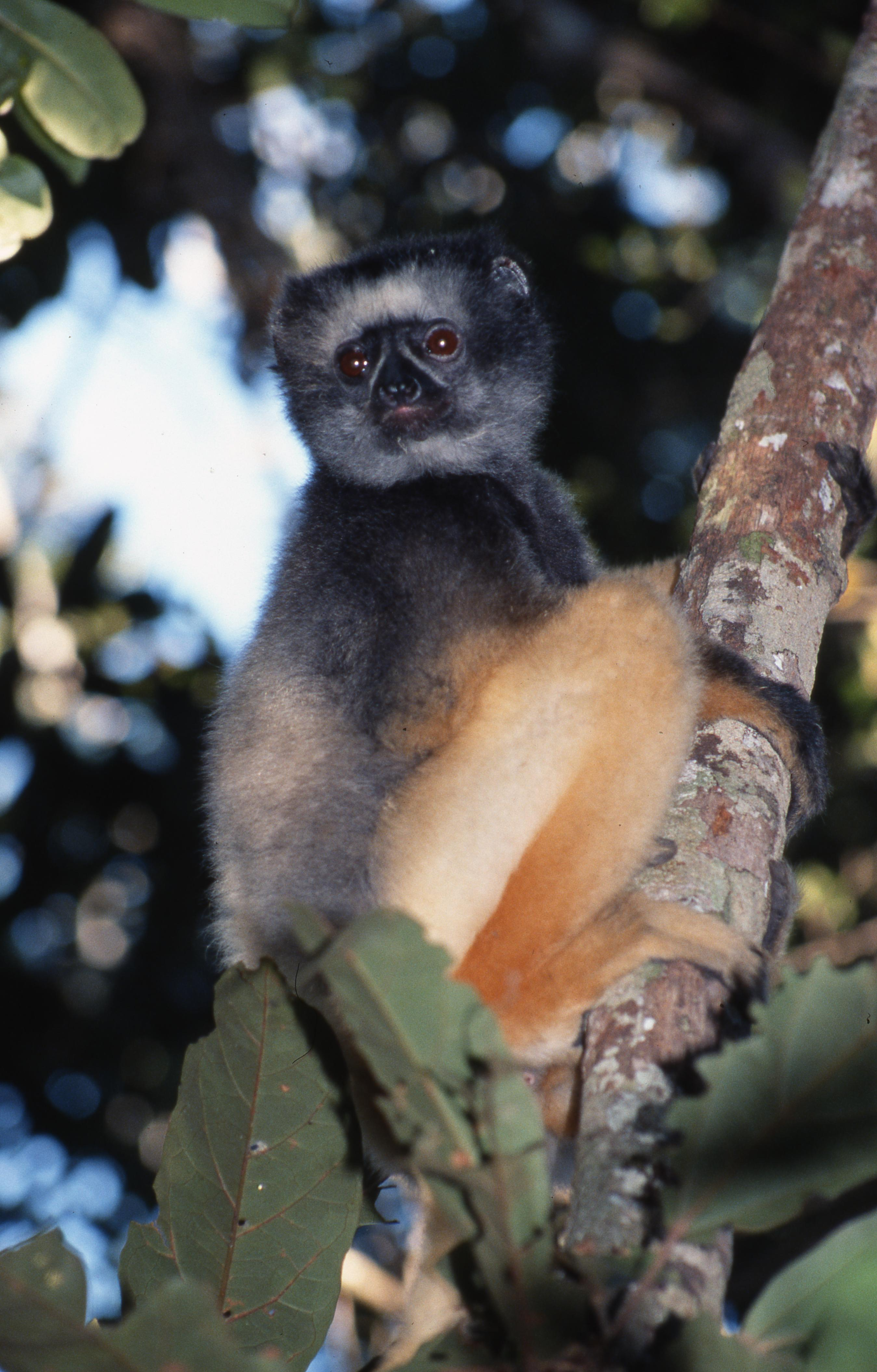
Simpona, forêt de Betampona

On y trouve 38 espèces de reptiles, 53 espèces d'amphibiens et 84 espèces d'oiseaux comme l'urycère de Prévost, le coua de Serrès, le coua huppé, le coucal toulou le engoulevent malgache, l'inséparable à tête grise, le mésite unicolore, le coucou de Madagascar etc.

## Flore
La réserve contient de la forêt dense humide sempervirente de basse altitude, sur 244 espèces de plante recensées il y a 26 espèces de palmiers comme le Dypsis tsaravoasira, ou le Dypsis betamponensis qui est endémique à la réserve. On y trouve aussi la fougère épiphyte Asplenium nidus et l'espèce sauvage de café Coffea betamponensis.